# Letis leucomicta
Letis leucomicta är en fjärilsart som beskrevs av George Francis Hampson 1926. Letis leucomicta ingår i släktet Letis och familjen nattflyn. Inga underarter finns listade i Catalogue of Life.